# 蓬莱村站
蓬莱村站原名蓬莱站，是位于贵州省贵阳市白云区牛场布依族乡蓬莱村的一个铁路车站，邮政编码550016。车站建于1965年，有川黔铁路经过该站，2010年停办客运业务，现仅办理货运业务，车站及其上下行区间均已电气化。车站距离重庆站437公里，原隶属成都铁路局遵义车务段，2015年12月22日改由贵阳南站管理:313，是四等站。